# Glashütte Original
Glashütte Original är ett urmärke knutet till det tyska företaget Glashütter Uhrenbetrieb GmbH i orten Glashütte. Man producerar i huvudsak armbandsur för en internationell marknad. 
Flertalet kända och historiskt förankrade urtillverkare har sin verksamhet i den fransktalande västra delen av Schweiz. Vissa av dem grundades redan på 1700-talet. Vaggan för tysk urindustri ligger i orten Glashütte. Näringen där har utvecklats sedan 1800-talet men har vid upprepade tillfällen hamnat i kriser. Sedan millennieskiftet har man dock framgångsrikt lyckats utveckla flera företag varav vissa ingår i stora koncerner. Nya varumärken som kombinerar tradition med innovation har växt sig starka och Glashütte Original är ett av dessa.

## Historia

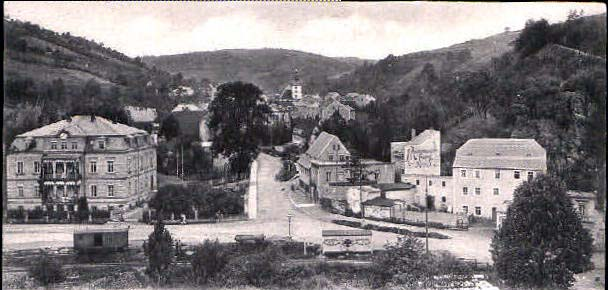
Orten Glashütte år 1910

F.A. Lange grundade år 1845 urfabriken A Lange & Cie i det lilla samhället Glashütte utanför Dresden. Verksamheten utvecklades och orten Glashütte blev med tiden ett nav i en växande tysk urindustri. En rad företag etablerades och varumärken introducerades: Union, Monopol, Columbus, Felsenburg, Strasser & Rohde, Alpina, med flera.
I samband med krigen kom motgångarna och industrin slogs bokstavligt talat i spillror. Efter andra världskriget beslagtog Sovjetunionen dessutom återstoden i krigsskadestånd. 
Ur resterna växte från 1951 företaget VEB Glashütter Uhrenbetriebe (GUB) som försåg Östeuropa med vardagsur. Företaget expanderade och blev med tiden ganska framgångsrikt. År 1989 hade man 2000 anställda och tillverkade en miljon ur. GUB ombildades 1990 efter den tyska återföreningen. Syftet var privatisera verksamheten. Många arbetstillfällen gick förlorade under denna omställning, sannolikt beroende på att företaget inte kunde hävda sig i en öppen konkurrens.
Ett antal företag knoppades av, däribland Glashütter Uhrenbetrieb GmbH som grundades 1994 med 70 anställda. Därmed skapades urmärket Glashütte Original (GO).
Företaget förvärvades år 2000 av Swatch Group.
Andra urföretag som idag har sin tillverkning förlagd till orten Glashütte är Lange & Söhne, Nomos, Wempe och Union.

## Nutid

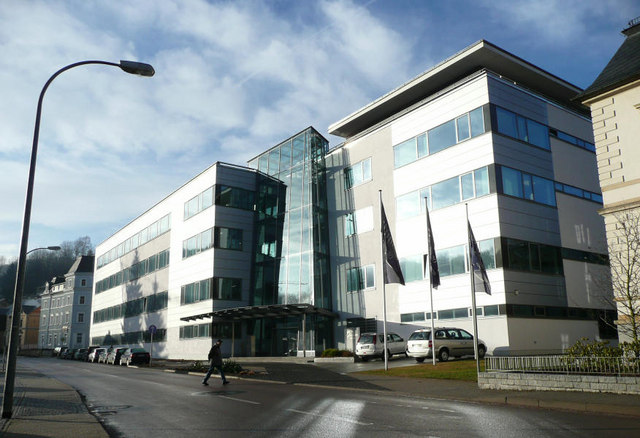
Glashütter Uhrenbetrieb GmbH

GO tog under 1990-talet ett antal medvetna steg att höja varumärkets status.
Med modeller som Julius Assmann 1 (1995) visade man prov på kreativitet och tekniskt kunnande.
Genom att utveckla, producera och montera i egen regi säkrade man kompetens och kvalitet. Upp till 98% av komponenterna i ett ur tillverkas inom den egna moderna anläggningen i Glashütte.
Med utvecklingen av egna urverk följde möjligheten att titulera sig manufaktur-tillverkare. Det kan tyckas vara en detalj, men är i realiteten en förutsättning för att kvalificera sig inom lyxsegmentet.
Designspråket i till exempel modellserien Pano följer den tyska modernistiska Bauhaustraditionen. Enkla grundformer samverkar med funktionen. Denna designtradition delar GO med andra urmärken från Glashütte.
Glashütter Uhrenbetrieb GmbH är intressent i urmakeriskolan Glashütte Original Uhrmacherschule Alfred Helwig som startades 2002 för att säkra den långsiktiga tillgången till urmakare. Företaget är även engagerat i urmuseet Uhrenmuseum Glashütte som öppnade 2008. 
Företaget visar sin anläggning för ett stort antal besökare varje år. Den intresserade kan anmäla sig via deras webbplats.

## Produktfamiljer

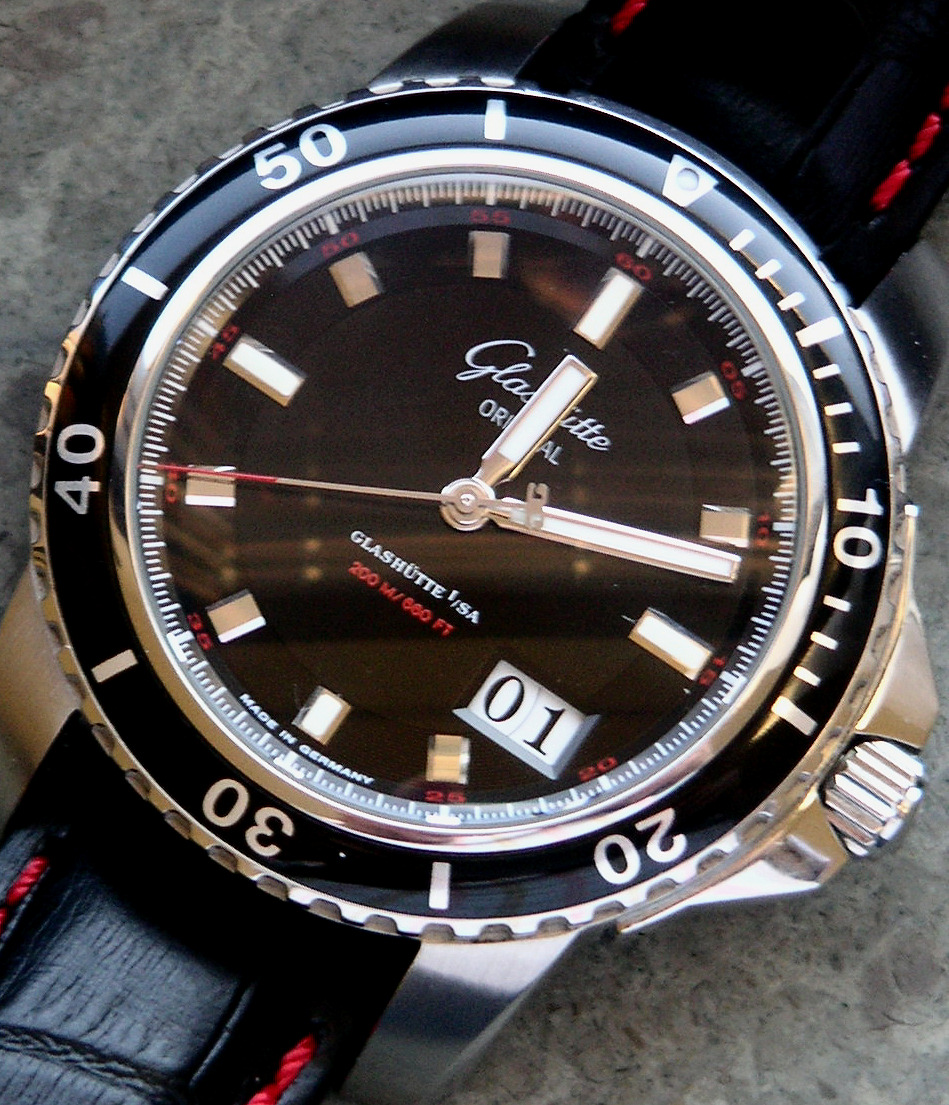
Sport Evolution Panoramadate

Exempel på urmodeller från GO:
- Masterpiece

Typ: Specialutgåvor och fickur.
Beskrivning: Med en begränsad serie fickur markerar GO sitt historiska arv.
- Senator

Typ: Klassiskt.
Beskrivning: Denna serie består av klassiskt formgivna herrur. Senator Navigator är ett traditionellt flygarur. Senator Sixties och Senator Seventies har en retro 60-tals respektive 70-tals design.
- Pano

Typ: Innovation.
Beskrivning: Serien Pano bär omisskännliga drag från Glashütte och den tyska designtraditionen. Tidvisningen är förskjuten från urtavlans centrum för att ge utrymme åt komplikationer längs urtavlans ena sida.
- Sport Evolution

Typ: Sport.
Beskrivning: En serie sportur varav Evolution Impact varianterna har en flytande upphängning av urverket i boetten. Uret kan därigenom utsättas för kraftiga slag utan att ta skada.
- Star & Lady

Typ: Dam.
Beskrivning: I serierna Star och Lady ingår ett antal smyckeur. De finns även i enklare utföranden.

## Urverk

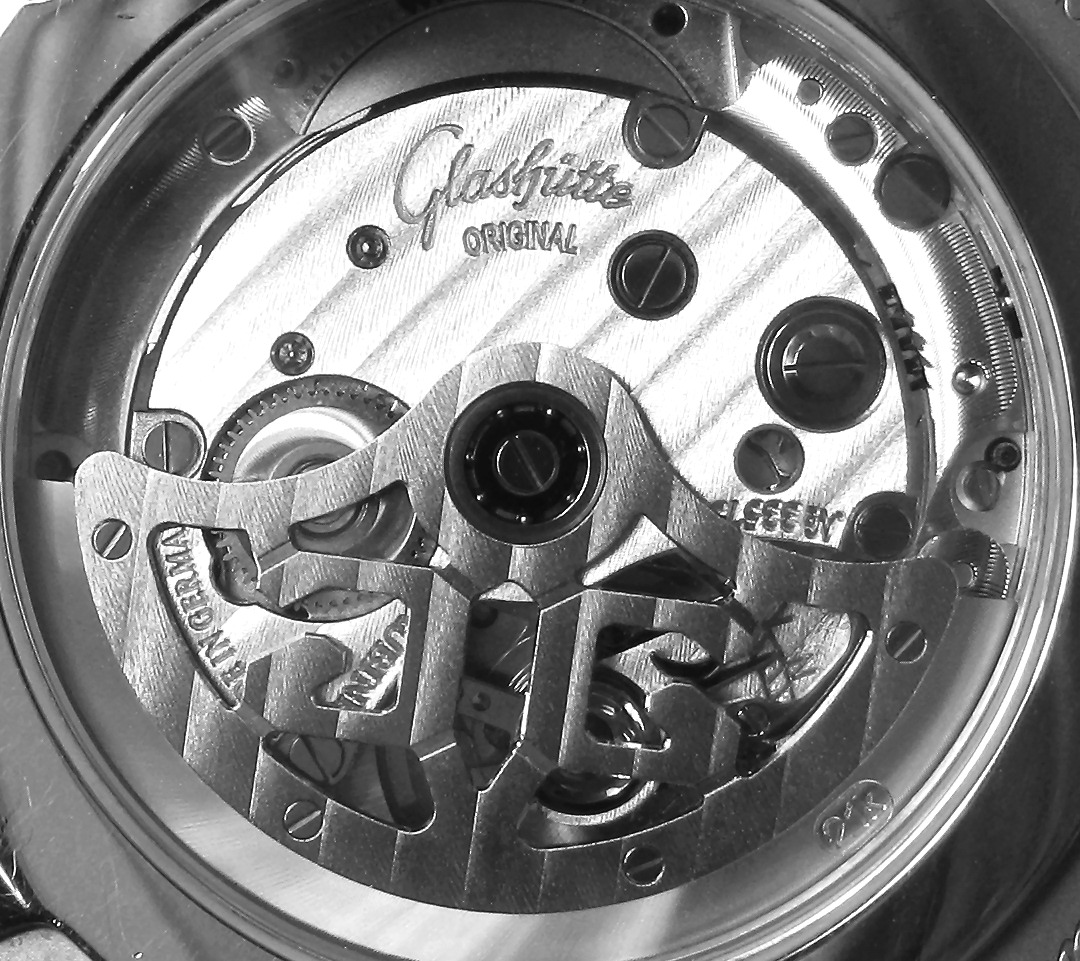
Kaliber 39

Det finns några karakteristiska drag för urverken från GO:
- Stor dekorerad löpverksbrygga (den synliga täckbrickan på urets baksida)
- Logotyp och guldinlägg i rotorn (excentervikten i en automatisk klocka)
- Svanhalsform på ruckararmen (mekanismen för gångjustering)

Man har drygt 15 stycken olika urverk i produktion. Ett flertal av dessa är modulära och kan förses med komplikationer såsom panoramadatum, kronograf, kalender, tourbillon, gångreservvisning, världstid och månfas.
Exempel på milstolpar i utvecklingen:
- Kaliber 60 (2000)

Avancerat urverk som lanserades i armbandsuret PanoRetroGraph.
Manuellt uppdrag, panoramadatum, kronograf med fly-back, 30 minuters nedräkningsfunktion med akustisk signal. Urverket är mycket arbetat och dekorerat.
PanoRetroGraph blev 2001 utsedd till "Uhr des Jahres" av tidskriften ArmbandsUhren.
- Kaliber 39[11] (2005)

Detta urverk är dagens volymprodukt och består av en basmodul med ett antal komplikationer i form av påbyggnadsmoduler.
Kaliber 39 är en omarbetning av Kaliber 10-30 (1993). Den pålitliga grundkonstruktionen bevarades men 90% av komponenterna ersattes. Man skapade möjlighet att addera komplikationer, en förbättrad gångtidsjustering, samt en förbättrad lagring med fler stenar. Finishen höjdes också markant.
Kaliber 10-30 var i sin tur en vidareutveckling av Spezichron 11-25 (1979) från företaget GUB.

## Liten ordlista
| Begrepp       | Förklaring                                                        |
|               |                                                                   |
| Manufaktur    | Egenutvecklat urverk, från latin 'manu factum' = gjort med händer |
| Kaliber       | Benämning för urverk, förr klassificerades urverk efter diameter  |
| Komplikation  | Tilläggsfunktion i ett urverk                                     |
| Manuell       | Manuell uppdragning av fjädern via kronan                         |
| Automatisk    | Automatisk uppdragning av fjädern via handledens rörelser         |
| Panoramadatum | Datumvisning med stora siffror (komplikation)                     |
| Kronograf     | Tidtagning (komplikation)                                         |
| Fly-back      | Kronograf med förenklad start av ny tidtagning (komplikation)     |
| Kalender      | Årskalendervisning (komplikation)                                 |
| Tourbillon    | Avancerad gångtidskorrektion (komplikation)                       |